# كنيسة القديس لعازر (العيزرية)
كنيسة القديس لعازر هي كنيسة كاثوليكية تقع في بلدة بيت عبرة بالضفة الغربية، والتي تعرف باسم بيت عنيا في الكتاب المقدس. تقع الكنيسة على مقربة مما يعده التقليد المسيحي قبر لعازر وموقعَ بيت مريم ومرثا ولعازر.

## تاريخ الكنيسة
في عام 1863 حصلت الفرنسيسكانية على حق ملكية قطعة أرض قريبة من قبر لعازر، واستحوذت على مناطق أخرى في وقت لاحق.
ثُم شُيدت كنيسة حديثة مخصصة للقديس لعازر بين عامي 1952 و1953، وقد صممها المهندس المعماري الإيطالي أنطونيو بارلوتسي على هذه الأرض.

## الوصف
تقع كنيسة الروم الكاثوليك الحديثة في الجزء الشرقي من بقايا الكنائس البيزنطية والصليبية السابقة. تقع ساحة هذه الكنيسة فوق الطرف الغربي للكنائس القديمة. لا تزال أجزاء من أرضية الفسيفساء الأصلية مرئية هناك. يحتوي الجدار الغربي للساحة على الواجهة الغربية للكنيسة التي تعود إلى القرن السادس، بالإضافة إلى أبوابها الثلاثة. زُيِّنَ الجزء الداخلي من الكنيسة في قاعة المشيخة بالفسيفساء التي تصور مريم ومرثا ولعازر باستخدام الحجر المصقول والفسيفساء. صُمِّمَت فسيفساء الكنيسة بواسطة سيزار فاجاريني. نفذت شركة مونتيشيلي في روما العمل، وقد كانت مسؤولة أيضًا عن زخرفة الفسيفساء في كنائس بارلوتسي مثل كنيسة التجلي في جبل تابور وكنيسة كل الأمم في حديقة جثسيماني.

### القديس
سميت الكنيسة على اسم بلدة العيزرية في الضفة الغربية، والتي تعرف باسم بيت عبرة التوراتية. وهذا يشير إلى الملاك التوراتي لبيت عنيا، والذي يشار إليه بلقب الملاك الإلهي المقدس.

## الدير
كشفت الحفريات الأثرية عن بقية أساسات دير القديس لعازر. وكانت الراهبات يربين الأغنام ويزرعن الفاكهة والزيتون.[بحاجة لمصدر]